# 四畳半タイムマシンブルース
『四畳半タイムマシンブルース』（よじょうはんタイムマシンブルース）は、森見登美彦の小説。森見の小説『四畳半神話大系』と、上田誠の戯曲『サマータイムマシン・ブルース』とのコラボレーション作品で、四畳半シリーズの第2作。

## 概要
上田誠の戯曲『サマータイムマシン・ブルース』が、森見の小説『四畳半神話大系』の世界観、登場人物に置き換えられ展開される青春SFコメディ。
電子小説誌『カドブンノベル』（KADOKAWA）2020年6月号から8月号に連載され、同社より2020年7月29日に単行本が刊行された。2022年06月10日には角川文庫版が、同年8月8日には角川つばさ文庫版がそれぞれ刊行されている。
2022年にアニメ化され、Disney+にて見放題独占配信された後、再編集された劇場版が同年9月30日より3週間限定で公開された。
2023年5月3日にはシリーズ第1作『四畳半神話大系』との合体本の電子書籍が配信された。

## 制作背景
森見はこれまで自著のアニメ化や舞台化の際、上田に脚本化してもらっていたため、逆に上田の戯曲を小説化してみたいと考えていた。もともと個人的な試みとしてこっそりやるつもりであったが、編集者に話したことで正式な企画へと進展し、2016年ごろには上田に相談していた。
原案の『サマータイムマシン・ブルース』は、大学生が主人公でやんわりとしたロマンスが描かれていたことから、森見は単に原案を小説化するのではなく、『四畳半神話大系』の世界観、登場人物でタイムマシンの題材を扱うことで、より自分らしく書けると判断し本作を執筆している。小説化にあたり、戯曲の面白さを小説でどこまで再現できるかを課題とした。
前作『四畳半神話大系』執筆当時、森見は主人公とヒロインが結ばれることに抵抗があったが、本作ではエンターテインメントとして割り切れるようになり、主人公と明石さんの関係を明確に進展させ、より爽やかな物語となった。
このような制作の経緯から、森見自身は本作を『四畳半神話大系』の純粋な続編ではなく、四畳半のキャラクターたちが戯曲を演じる二次創作のような作品として位置付けている。また、『四畳半神話大系』のアニメ版の影響も受けており、特に明石さんのキャラクターにはアニメの描写が反映されている。結果として、過去の作風をそのまま再現するのではなく、現在の森見が持つ新たな作風で描かれた作品となった。

## あらすじ
八月、灼熱の京都、左京区。おんぼろアパート「下鴨幽水荘」で唯一のエアコンが動かなくなった。悪友の小津が昨夜リモコンを水没させたためである。「私」がひそかに想いを寄せる後輩の明石さんと対策を協議しているところに、見知らぬ青年が現れた。
彼は25年後の未来からタイムマシンに乗ってやってきたという。そこで「私」は、彼のタイムマシンで昨日に戻り、壊れる前のリモコンを持ってくることを思いつく。ところが、タイムマシンに乗り込んだ小津たちが、リモコンを持ってくるだけにとどまらず勝手気ままに過去を改変しようとするに至り、「私」は世界消滅の危機を予感する。

## 登場人物
声の項はアニメ版の声優。
私
声 - 浅沼晋太郎
京都のとある大学の三回生。おんぼろアパート「下鴨幽水荘」の209号室で無為に青春を送る。後輩の明石さんが気になっている。
本作では入学時に妄想鉄道サークル「京福電鉄研究会」に入会したという設定。前作の描写を既視感や夢という形で体験し、本作も無数の分岐の一つであるとも前作はそれらを基にした彼の創作ともとれる扱いになっている。
原案の『サマータイムマシン・ブルース』の主人公・甲本と、「昨日」に行き壊れる前のリモコンを取ってくるアイディアを出す石松の役割を担う。
明石さん
声 - 坂本真綾
「私」の一年後輩。映画サークル「みそぎ」に所属し、ひたすらポンコツ映画を量産している。
カバンにマスコットキャラクター「もちぐま」のアクセサリーをぶら下げている。
原案の『サマータイムマシン・ブルース』のヒロイン・柴田とタイムスリップ酔いした曽我の役割を担う。
小津
声 - 吉野裕行
「私」の同級生。他人の不幸をおかずに飯が喰える天の邪鬼で、全力で「私」の学生生活を駄目にしようとする。
原案の『サマータイムマシン・ブルース』の「今日」の1人目のタイムマシン搭乗者・未来の自分が映り込むシーンの曽我の役割を担う。
樋口氏
声 - 中井和哉
「下鴨幽水荘」のヌシ。明石さんや小津からは師匠と仰がれている。「私」に空室となっていた209号室を勧めた。
田村くんによると25年後にも現在と変わらぬ姿で「下鴨幽水荘」に住んでいるという。
原案の『サマータイムマシン・ブルース』のヴィダルサスーンを愛用する新見の役割を担う。
羽貫さん
声 - 甲斐田裕子
近所の医院に勤める歯科衛生士。樋口氏、城ヶ崎氏とは旧知の仲。
城ヶ崎氏
声 - 諏訪部順一
映画サークル「みそぎ」のボス。尊大かつ無神経で、「私」からは敵意を抱かれる。
原案の『サマータイムマシン・ブルース』で河童伝説の元となる、99年前にタイムマシンごと飛ばされた曽我の役割を担う。
田村くん
声 - 本多力
タイムマシンで25年後の未来から来た青年。未来の「下鴨幽水荘」の209号室で暮らしているという。原案と同じく、田村くんの世界でタイムマシン騒動に巻き込まれて"1人目の搭乗者"として、25年前の「今日」へと辿り着く。もっさりな見かけやソフトな言動とは裏腹に、物怖じせず機転の効く性格。また、本作終盤ではある秘密を隠すため、田村の名前が咄嗟に出た偽名であることが明らかとなる。
原案の『サマータイムマシン・ブルース』の田村くんの役割を担う。

## 用語
下鴨幽水荘（しもがもゆうすいそう）
前作同様「私」や樋口が入居するおんぼろアパートだが、『サマータイムマシン・ブルース』と合わせる形で209号室のみ以前の住人が設置したエアコンがある、立地は昔沼地で（名前もそれに由来するとされる）河童伝説が伝わる、大家がケチャという犬を飼っている設定が追加された。
幕末軟弱者列伝（ばくまつなんじゃくものれつでん）
明石さんが監督を務める「みそぎ」制作の映画。人をダメにする才能を持った大学生「銀河進」が幕末にタイムスリップして討幕派、佐幕派とも志士たちを堕落させ歴史改変を重ねた末宇宙が崩壊するというストーリー。「下鴨幽水荘」がロケ地となる。
京福電鉄研究会
「私」と小津が所属していたサークル。嵐電とその運営会社の京福電気鉄道がかつて所有していた叡電及び福井県内の京福電鉄線（現えちぜん鉄道）が元は京都と福井を結ぶ「鯖街道線」という路線であったとするホラ話を元に、その「遺構」を探す活動をしている。小津の暗躍によって一時は3つの団体に分裂し、その後再結集したが「私」と小津は追い出された。
同作者の『夜は短し歩けよ乙女』にも登場する。

## 原案との相違点
原案となった『サマータイムマシン・ブルース』と本作では以下のような相違点がある。
| 項目                                                  | サマータイムマシン・ブルース                                                    | 四畳半タイムマシンブルース                                                                                                 |
| ----------------------------------------------------- | ------------------------------------------------------------------------------- | --- |
| 登場人物                                              | とある大学のSF研究会のメンバー カメラクラブの部員たち                           | 下鴨幽水荘の住人たち 映画「幕末軟弱者列伝」の撮影関係者たち                                                                |
| 時代設定                                              | 現代：2005年（映画版） 田村くんの世界：2030年                                   | 現代：年代不明 田村くんの世界：現代から25年後                                                                              |
| 主人公とヒロインのデートの約束                        | 甲本が柴田を映画に誘う                                                          | 「私」が明石さんを祭に誘う                                                                                                 |
| リモコンが壊れる原因 （リモコンにコーラをこぼす原因） | 部員全員がぶつかり合った衝撃                                                    | 「私」と小津のいざこざ |
| リモコンの顛末                                        | SF研究会顧問のホセに修理を依頼するも完全に壊してしまう                          | 修理不能なためエアコンとリモコンの葬式が開かれた                                                                           |
| 同じ人間が映る現象                                    | 場所：「昨日」の草野球の写真撮影中 映り込む人：「今日」から来た曽我             | 場所：「昨日」の映画撮影中 映り込む人：「今日」から来た小津                                                                |
| ケチャ（登場する柴犬）                                | 大学に住まう迷い犬                                                              | 下鴨幽水荘の大家さんの飼い犬                                                                                               |
| タイムマシン出現の経緯                                | 25年後のSF研究会が部室に設置されているのを発見する                              | 25年後の下鴨幽水荘の住人たちが作成する                                                                                     |
| 田村くんがタイムマシンに乗る経緯                      | いじられキャラの所以で無理矢理乗させられた                                      | 搭乗志願者が誰もいなかったため自ら立候補した                                                                               |
| コンビニ                                              | 大学近くの映画館の25年後の跡地                                                  | オアシス湯の25年後の跡地                                                                                                   |
| オアシス湯でのやりとり                                | 「昨日」の新見がヴィダルサスーンを盗まれる 「今日」の新見が取り戻すため強奪する | 「昨日」の樋口氏がヴィダルサスーンを盗まれる 「今日」の樋口氏が取り戻すため強奪する 「私」・小津明石さん・羽貫さんも加わる |
| 「昨日」への第一次探検隊                              | 石松・小泉・新見                                                                | 樋口氏・羽貫さん・小津 * 女性メンバーがいる * 小津が再び搭乗する                                                           |
| 第一次探検隊を連れ戻す2人                             | 甲本と曽我                                                                      | 「私」と明石さん |
| 主人公が「昨日」に残る経緯                            | タイムマシンに乗り損ねたため                                                    | 「私」の意思で「昨日」に残る （明石さんから迎えに来ると言われたため）                                                      |
| 主人公が「今日」に戻るまでの経緯                      | 隠れた部室内のロッカーで一昼夜を過ごす                                          | 隠れた樋口氏の部屋の押し入れで一昼夜を過ごす                                                                               |
| 田村くんのキーアイテム                                | お母さんから譲り受けたカメラ                                                    | お母さんから譲り受けたマスコットのアクセサリー                                                                             |

## 書誌情報
- 森見登美彦（著者）・上田誠（原案）『四畳半タイムマシンブルース』
  - 単行本： KADOKAWA、2020年7月29日発売[3]、ISBN 978-4-04-109563-8
  - 文庫本：角川文庫、2022年6月10日発売[4]、ISBN 978-4-04-111986-0
  - 文庫本：角川つばさ文庫、2022年8月8日発売[5]、ISBN 978-4-04-632170-1　（ぶーた〈絵〉）

- 四畳半シリーズ【2冊合本版】 『四畳半神話大系』 『四畳半タイムマシンブルース』
  - 電子書籍：2023年5月3日発売[2]

| タイトル                  | 初出                          |
| ------------------------- | ----------------------------- |
| 第一章 八月十二日         | 『カドブンノベル』2020年6月号 |
| 第二章 八月十一日         | 『カドブンノベル』2020年7月号 |
| 第三章 ふたたび八月十二日 | 『カドブンノベル』2020年8月号 |

2021年4月2日よりAudibleから田口尚明が朗読するオーディオブックが配信されている。
2023年11月7日よりAudibleからKurt Kanazawaが朗読す英訳版『The Tatami Time Machine Blues』のオーディオブックが配信されている。

## アニメ
2021年8月12日アニメ化が決定し、ティザーPVがフジテレビ「ノイタミナ」枠の公式YouTubeチャンネルにて公開された。2022年より定額制動画配信サービス・Disney+にて見放題独占配信を行った後、再編集を行った劇場作品版が同年9月30日より3週間限定で公開された。
2022年7月26日にDisney+での配信の概要が発表され、同年9月14日16時以降、毎週水曜日に1話ずつが同サービスのスターブランドにて配信された。同年10月12日は最終話である第5話と同時に配信限定の完全オリジナルエピソードである第6話が配信された。
主題歌は『四畳半神話大系』『夜は短し歩けよ乙女』と同じくASIAN KUNG-FU GENERATIONが担当している。

### スタッフ
- 原作 - 森見登美彦[19]、上田誠[19]
- 監督 - 夏目真悟[19]
- 脚本 - 上田誠[19]
- 副監督 - 山代風我
- キャラクター原案 - 中村佑介[19]
- キャラクターデザイン - 伊東伸高、西垣庄子
- オリジナルアニメコンセプト - 湯浅政明
- プロップデザイン - ツブキケン
- 絵コンテ・演出 - 夏目真悟、山代風我、モコちゃん、木村拓
- 作画監督 - 伊奈透光、名倉靖博、前場健次、石山正修、吉原拓也
- 美術監督 - 赤井文尚
- 美術設定 - 中島美佳
- 色彩設計 - 中村絢郁
- 撮影監督 - 伊藤ひかり、関谷能弘
- 特殊効果 - 原田詳子
- 編集 - 齊藤朱里
- 音楽 - 大島ミチル
- 音楽制作 - フジパシフィックミュージック
- 音楽プロデューサー - 舩橋宗寛
- 音響監督 - 木村絵理子
- 音響効果 - 中野勝博
- 音響制作 - 東北新社
- アニメーションプロデューサー - 崎田康平
- 主題歌 - 「出町柳パラレルユニバース」ASIAN KUNG-FU GENERATION
- アニメーション制作 - サイエンスSARU[19]
- 配給 - KADOKAWA、アスミック・エース
- 製作 - 「四畳半タイムマシンブルース」製作委員会（フジテレビジョン、KADOKAWA、アスミック・エース、サイエンスSARU、東宝、トーハン、電通）

### 各話リスト
| 話数  | 脚本   | 絵コンテ   | 演出                       | 作画監督 |
| ----- | ------ | ---------- | -------------------------- | -------- |
| 第1話 | 上田誠 | 夏目真悟   | 夏目真悟 山代風我          | 伊奈透光 |
| 第2話 | 上田誠 | 山代風我   | 山代風我                   | 名倉靖博 |
| 第3話 | 上田誠 | モコちゃん | モコちゃん                 | 前場健次 |
| 第4話 | 上田誠 | 夏目真悟   | 夏目真悟 山代風我 竹内雅人 | 石山正修 |
| 第5話 | 上田誠 | 木村拓     | 木村拓                     | 吉原拓也 |
| 第6話 | 上田誠 | 横山彰利   | 横山彰利                   | 堀江由美 |